# Строцци, Кларисса
Кларисса Строцци (умерла в 1564) — французская аристократка, прототип главной героини новеллы мадам де Лафайет «Графиня Тандская».
Кларисса Строцци родилась в семье Пьеро Строцци и Лаудомии Медичи. Её отец, флорентийский аристократ на французской военной службе, приходился двоюродным братом королеве Екатерине Медичи, благодаря чему эта ветвь Строцци вошла в состав французской элиты. Дата рождения Клариссы неизвестна. Отец выдал Клариссу за Онора I Савойского, сеньора де Соммерива и графа Тенда, представителя побочной ветви Савойской династии. В 1564 году, поднимаясь на борт королевской галеры, Кларисса оступилась и упала в воду; её вытащили, но она заболела и вскоре умерла.
Клариссу упоминает в своих «Жизнеописаниях знаменитых чужеземных полководцев» Пьер де Брантом. В 1718 году была опубликована новелла «Графиня Тандская», написанная (по более поздним данным) мадам де Лафайет. Кларисса выведена в этом произведении как главная героиня, но сюжет новеллы мало связан с реальностью. Графиня здесь становится любовником шевалье Наваррского (по-видимому, выдуманного персонажа), беременеет от него, теряет ребёнка и вскоре умирает, причём её смерть выглядит как символическое самоубийство.